# Stoomorgel

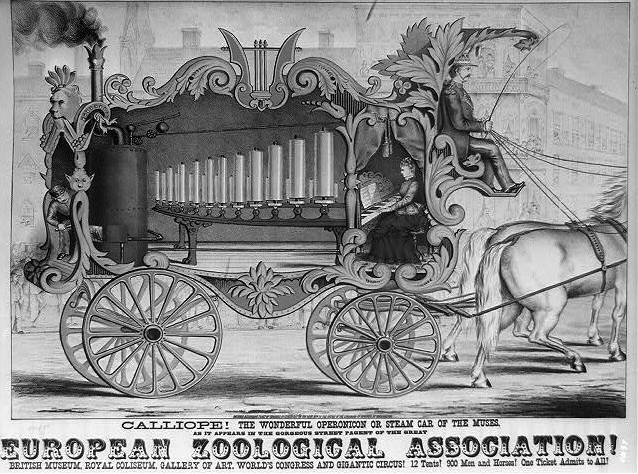
Een stoomorgel

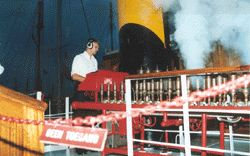
Het stoomorgel aan boord van het stoomschip Succes

Een stoomorgel of stoompiano (ook wel kalliope genoemd, naar de gelijknamige muze) is een orgel waarbij geen lucht maar stoom door de orgelpijpen wordt geblazen. Vanwege de hoge druk en de daarmee gepaard gaande geluidssterkte (het geluid kon soms kilometers ver dragen) werd het stoomorgel voornamelijk in de open lucht gebruikt. 
Het instrument is vooral in de tweede helft van de 19e eeuw en het begin van de 20e eeuw gebruikt. In de 19e eeuw vonden regelmatig ongevallen plaats met exploderende stoomorgels. Aanvankelijk werd het door een muzikant bespeeld, later werd er meer gebruikgemaakt van muziekrollen. Halverwege de twintigste eeuw raakte het in onbruik, onder meer doordat er nog maar weinig technici waren die met de stoomtechniek konden omgaan. 
Europa's grootste stoomorgel bevindt zich aan boord van het Nederlandse stoomschip Succes. Dit orgel heeft 32 hele en halve tonen (bronzen stoomfluiten), wordt met een pianoklavier bespeeld of elektronisch bediend, en heeft een kilometers ver bereik. 